# Вівня (річка)
Ві́вня (інші назви — Вовня, Вівнянка) — річка в Україні, у межах Стрийського та Миколаївського районів Львівської області. Права притока Дністра (басейн Чорного моря).

## Опис
Довжина 33 км, площа басейну 80 км². Річка типово рівнинна. Заплава завширшки 500 м. Річище звивисте, завширшки понад 2 м. Похил річки 2,1 м/км. Каналізована упродовж 17 км.

## Розташування
Вівня бере початок біля села Добрівляни, тече переважно на північний схід, впадає у Дністер біля села Київця (на південь від смт Роздолу).
Притоки: невеликі потічки та меліоративні канали.